# Béchar
Béchar, vroeger Colomb-Béchar genoemd, is een stad in Algerije en is de hoofdplaats van de provincie Béchar.
Béchar telt naar schatting 149.000 inwoners.
De stad heeft een luchtmachtbasis vanwaar MiG-29-gevechtsvliegtuigen opereren.